# Верхние Караковичи
Верхние Караковичи — деревня в Смоленской области России, в Рославльском районе. По состоянию на 2007 год постоянного населения не имеет. Расположена в южной части области в 35 к востоку от Рославля, в 14 км к северу от станции Щепоть на железнодорожной ветке Рославль — Сухиничи, в 3 км к западу от границы с Калужской областью, в 7 км южнее автодороги А101 Москва — Варшава («Старая Польская» или «Варшавка»), на левом берегу реки Десна. Входит в состав Ивановского сельского поселения.

## История
В деревне родился известный русский скульптор С. Т. Конёнков.

## Достопримечательности
Памятник археологии: городище днепро-двинских племён на правом берегу Десны. Использовалось в 1-м тысячелетии до н. э.